# USS Mahan (DD-364)
O USS Mahan foi um contratorpedeiro operado pela Marinha dos Estados Unidos e a primeira embarcação da Classe Mahan. Sua construção começou em junho de 1934 na United Dry Docks Inc. em Nova Iorque e foi lançado ao mar em outubro de 1935, sendo comissionado na frota norte-americana em setembro do ano seguinte. Era armado com uma bateria principal de cinco canhões de 127 milímetros e doze tubos de torpedo de 533 milímetros, tinha um deslocamento de 1,7 mil toneladas e conseguia alcançar uma velocidade máxima de 37 nós (69 quilômetros por hora).
O Mahan teve um início de carreira tranquilo, servindo primeiro no Oceano Atlântico e depois sendo transferido para o Oceano Pacífico, com suas principais atividades no período consistindo em treinamentos de rotina. Os Estados Unidos entraram na Segunda Guerra Mundial no final de 1941 e o navio foi inicialmente colocado na escolta de comboios e em operações para ataques rápidos contra diversas ilhas com posições japonesas. No final de 1942 atuou como escolta para forças tarefas na Campanha de Guadalcanal, participando em outubro da Batalha das Ilhas Santa Cruz.
O navio prosseguiu com suas funções de escolta pelos dois anos seguintes e também realizou algumas missões de bombardeio litorâneo, atuando principalmente em operações da Campanha da Nova Guiné. No final de 1944 foi transferido para realizar escoltas e patrulhas durante a Campanha das Filipinas. Nesta, o Mahan foi atacado por uma série de kamikazes na Baía de Ormoc na manhã do dia 7 de dezembro de 1944, com três acertando-o diretamente e causando grandes danos e incêndios. A embarcação acabou deliberadamente afundada por outros contratorpedeiros.